# Rio de la Misericordia

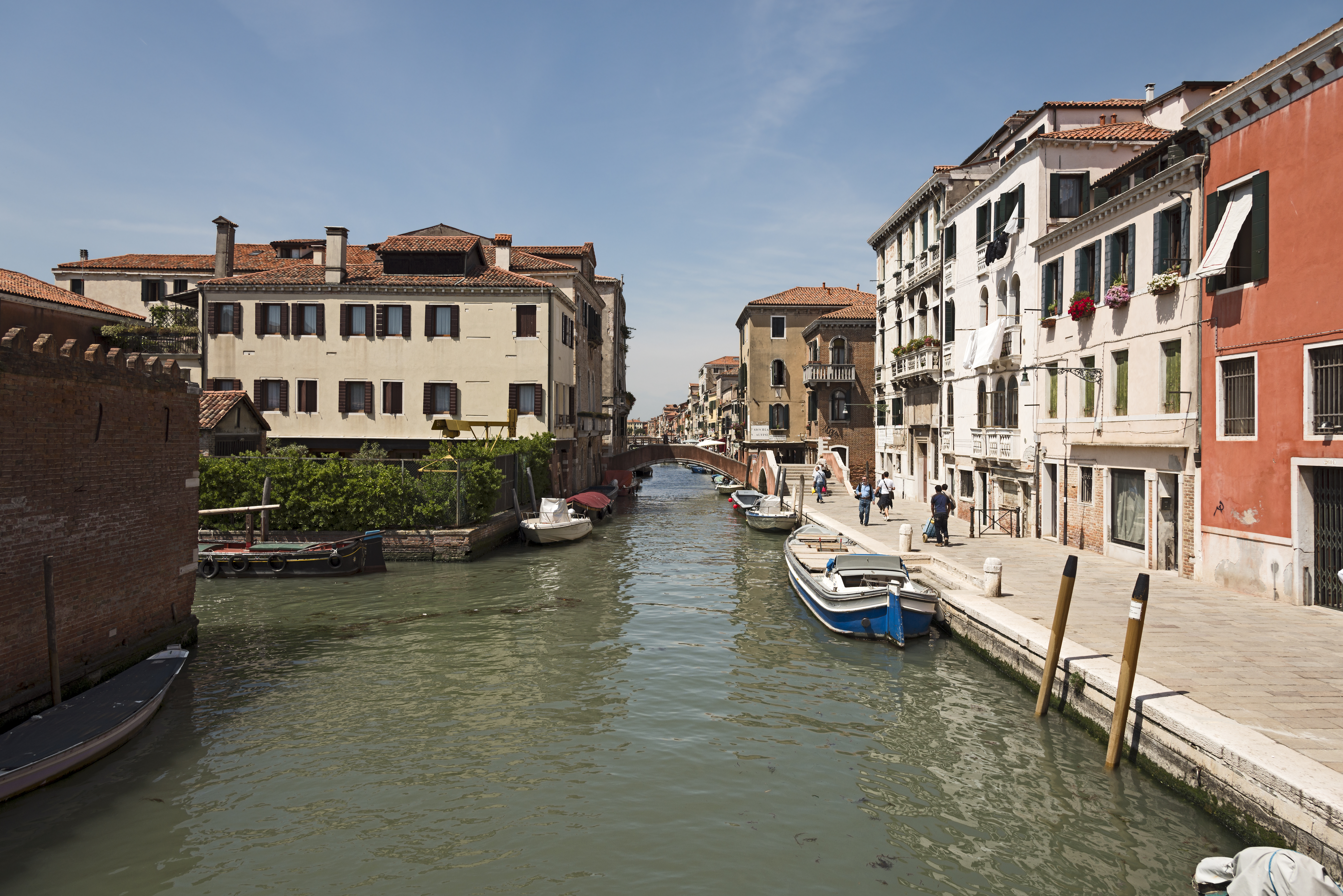
Conjonction entre les rios dei Servi et de San Girolamo

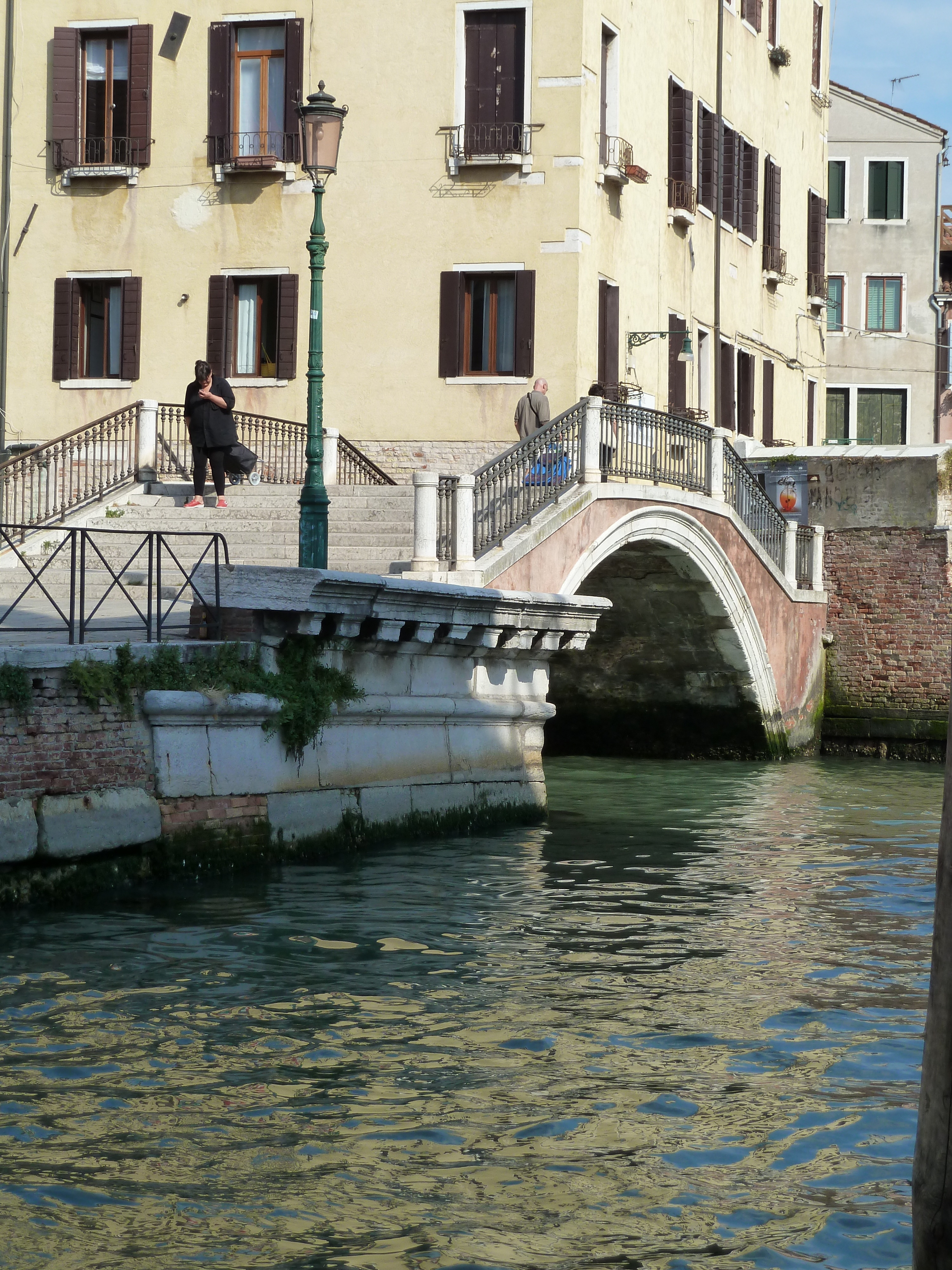
Le rio et le pont éponyme

Le rio della Misericordia (de la M. en vénitien; canal de la Miséricorde) est un canal de Venise dans le sestiere de Cannaregio, Contrada San Marzillan en Italie.

## Description
Le rio de la Misericordia a une longueur d'environ 380 m. Il part du rio de Noal vers le nord-ouest pour se prolonger dans le rio de San Girolamo, à hauteur du rio dei Servi.

## Toponymie
Le nom provient de la Scuola Nuova della Misericordia, à l'entrée du rio.

## Situation
Ce rio longe le Fondamenta de la Misericordia sur toute sa longueur.

Ce canal longe différents palais et édifices remarquables 
- La Scuola Nuova della Misericordia
- le palais Lezze
- l'église San Marziale
- le palais Longo
- l'ancien couvent des Servites.

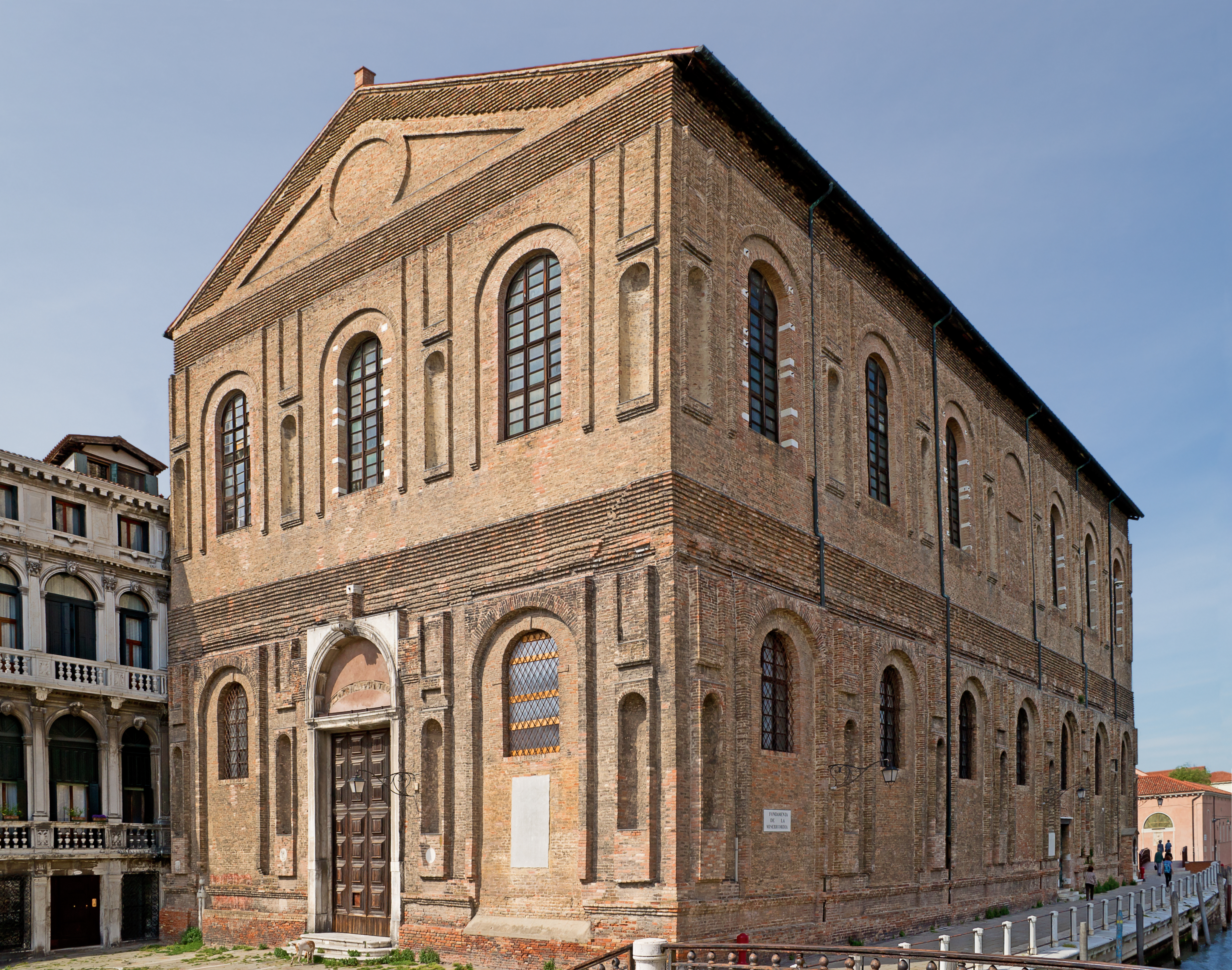
Scuola nuova della Misericordia
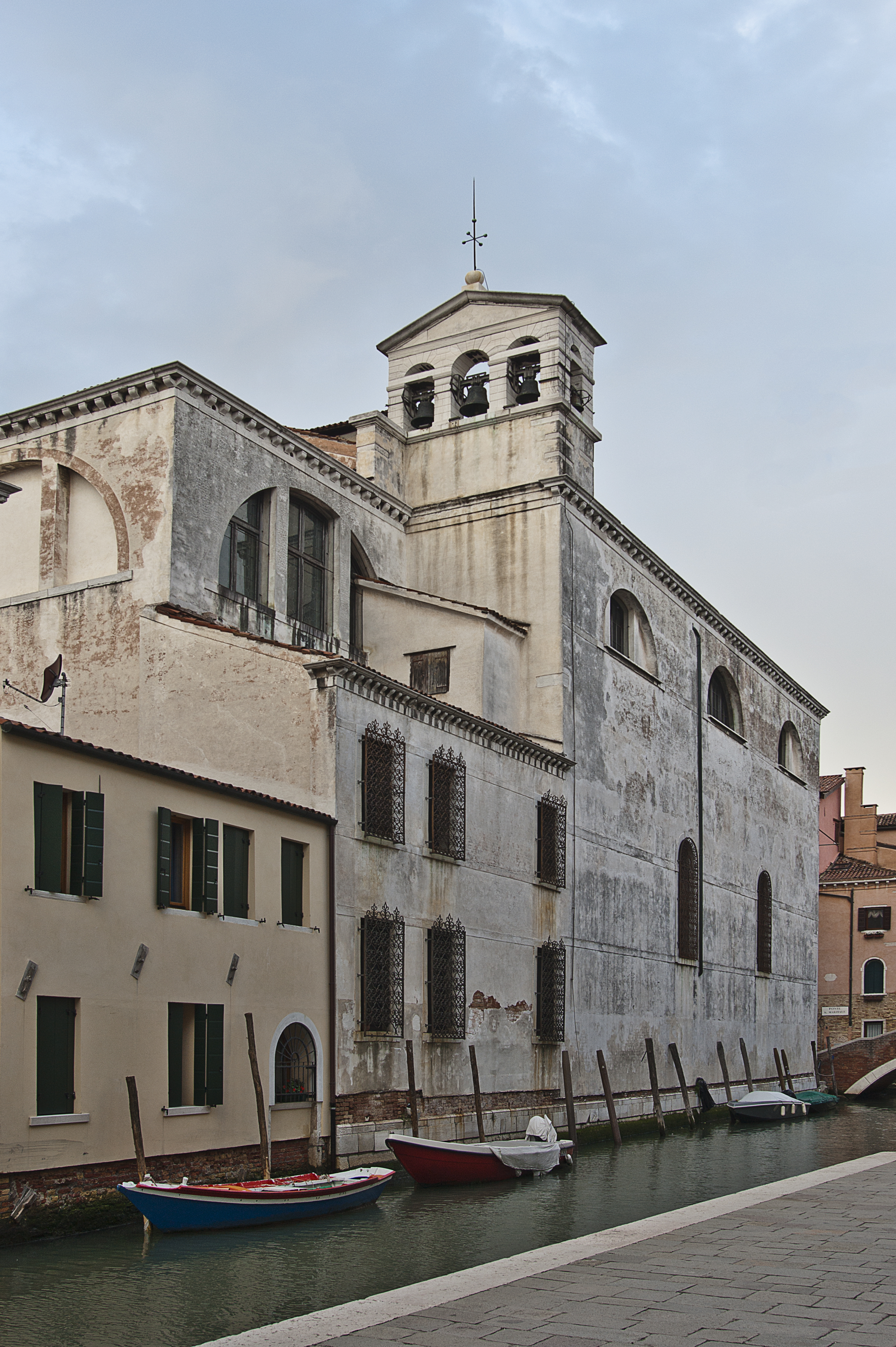
église San Marziale
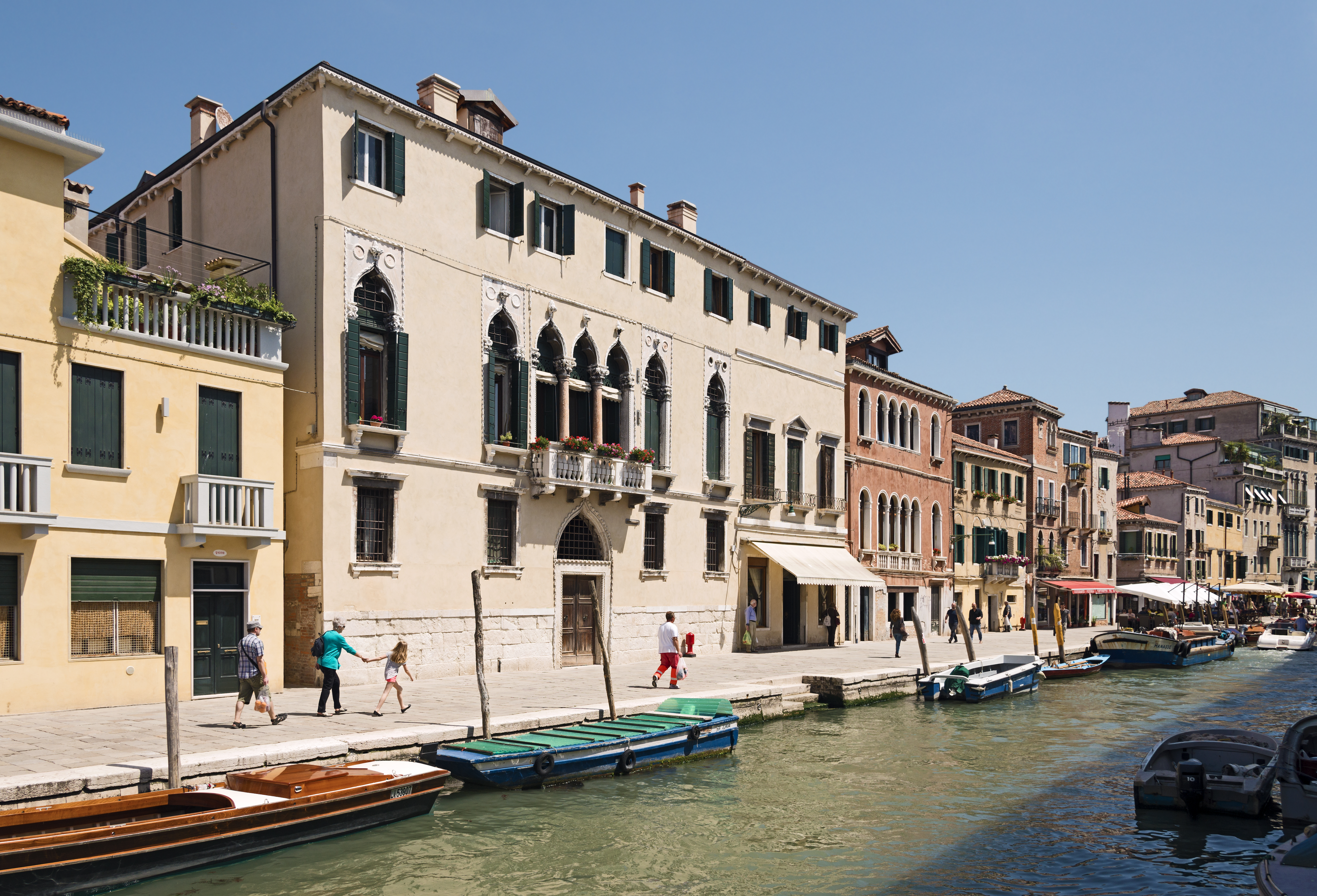
Le Palazzo Longo
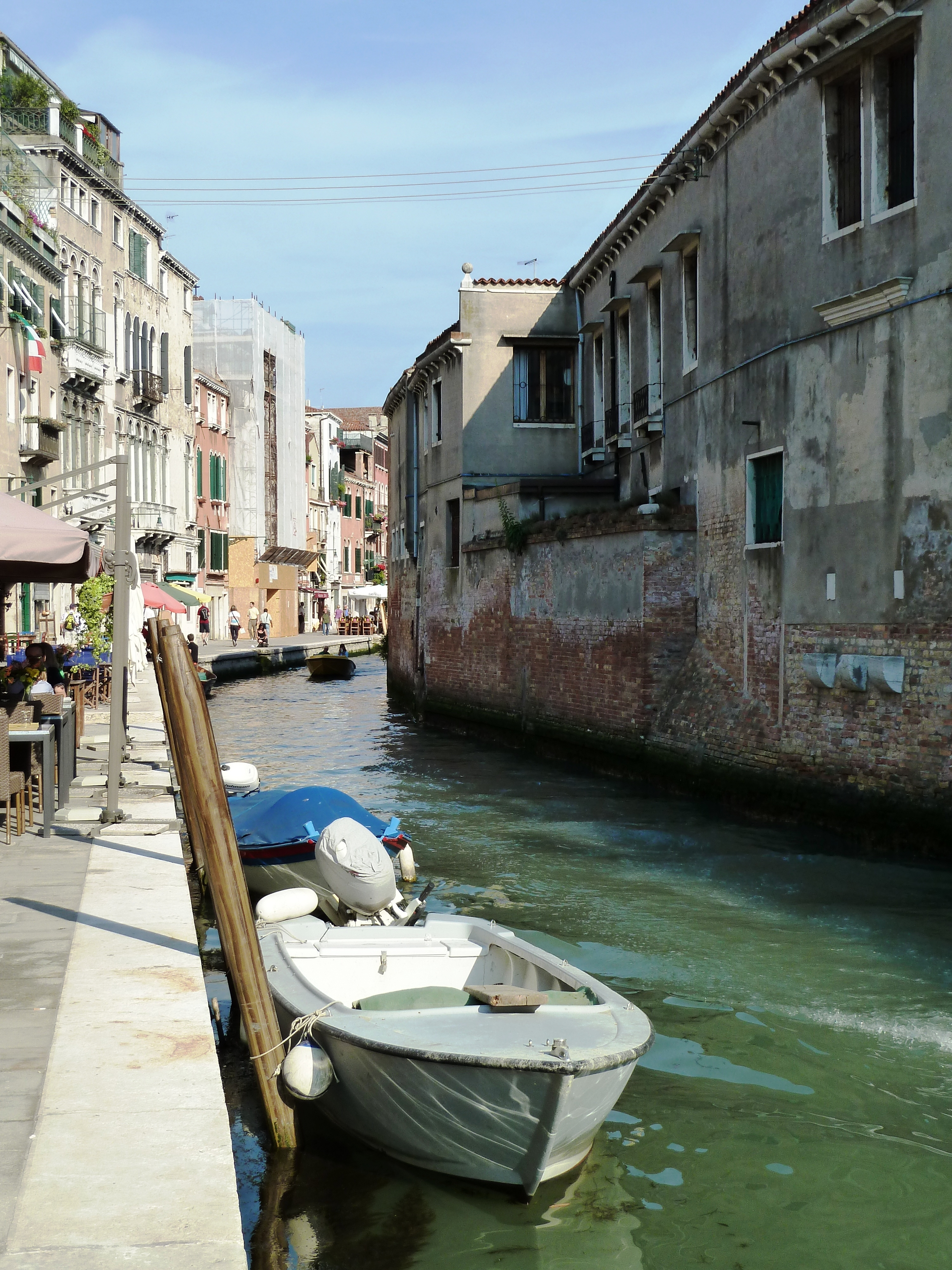
Le rio longe l'ancien couvent des Servites

## Ponts
Ce canal est traversé par deux ponts, d'est en ouest:
- le ponte San Marziale reliant le campo du même nom avec le Fondamenta de la Misericordia. Jadis, des combats à bâtons se tenaient ici ;
- le ponte dei Servi ou de Betania reliant la Mensa di Betania au Fondamenta de la Misericordia.